# Caputira
Caputira es un municipio brasilero del Estado de Minas Gerais.

## Etimología
Caputira viene de las palabras tupí ka'a: "campo, bosque" y mbotyra, potyra: "flor". Por lo tanto, significa "Campo Florido". 

## Historia
Caputira tuvo origen en el antiguo poblado de Santa Helena de la Cabeluda, formado en una región de visitada por tropas. En 1868, se tornó como parroquia de São Francisco del Vermelho y en 1875, recibió el nombre de parroquia de Santa Helena del Manhuaçu. En 1923, su nombre cambió a Amazonita, pero cuatro años después, retornó la denominación anterior. En 1943, se vinculó al municipio de Matipó, de él emancipando-se en 1962.

## Geografía
El clima es tropical con dos estaciones bien definidas (invierno frío y seco y verano caliente y lluvioso). Índice medio pluviométrico anual: 1860,8 mm 
La hidrografía está compuesta por los principales ríos: Arroyo Pirapetinga y Arroyo Pernambuco. Pertenecen a la cuenca del río Doce.